# Ana Ivette Valenzuela Villareal
Ana Ivette Valenzuela Villarreal (Cananea, Sonora 15 de enero de 1974) es una diseñadora gráfica mexicana. Galardonada con la Medalla de Oro Carlos Lozano en 2010 y dos veces al Premio de Oro, Graphis de Nueva York, en 2012 y 2022.

## Trayectoria
Es egresada de la licenciatura de Diseño Gráfico por la Universidad del Noroeste de México.
Su línea de trabajo en el ámbito del arte y la cultura incluye ediciones de libros, revistas, catálogos y carteles para festivales de danza, música, ferias del libro, muestras de cine y teatro, así como contenidos para museos y bibliotecas. Por nombrar algunos, el trabajo de Valenzuela se ha publicado en a! Diseño, México (2006), el catálogo de Premio Quórum, México (2008), el primer directorio de diseño gráfico mexicano de Centro y Promexico (2012), Graphis, Nueva York (2012), el catálogo de selección de la Bienal Internacional del Cartel en México.
En 1994 se integra al Instituto Sonorense de Cultura como diseñadora de cubiertas de libros. En 1997 crea formalmente el departamento de Diseño gráfico de la misma institución.
Ha exhibido su trabajo en exposiciones colectivas en México, Australia, Bulgaria, Bolivia, Brazil, Colombia, Corea, Croacia, Grecia, Indonesia, Taiwan, Sudáfrica, Panama, Perú, Polonia, Turquía, Venezuela y Estados Unidos. 
Integrante del Consejo Consultivo Académico de la escuela de Diseño Gráfico de la Universidad Anáhuac Veracruz.
Forma parte del equipo creativo de Central de Diseño en Ciudad de México como diseñadora de artes y diseño museográfico para exposiciones físicas, mecánicas y creativas.
Ha elaborado diferentes piezas de diseño para: Banamex, Antares Danza Contemporánea, Central de Diseño, Bárbara Colio-Dramaturga, Universidad de Sonora, Colegio de Sonora, Artown, entre otros.
Seleccionada en múltiples ocasiones en Bienales Internacionales de Cartel.
Desde 2022 cursa la Maestría en Diseño Editorial en la Universidad Gestalt de Diseño en Xalapa, Veracruz, México.

## Reconocimientos
- Gold Award, Graphis de Nueva York, categoría Cartel. 250 Beethoven.[9] Esperanza en la gente que vive y deja vivir. 2022[10]

- Artown. Reno Nevada. USA 2020. Poster 25 Aniversario de  ARTOWN . Festival de las Artes.[11]

- Gold Award, Graphis de Nueva York 2012. Categoría Cartel. Un Desierto para la Danza 2011. Muestra Internacional de danza contemporánea en Sonora.[1]

- Medalla de Oro Carlos Lozano. 2010. Bienal de Cartel en México – Museo Franz Mayer, Ciudad de México. Cartel: Festival de ópera y bel canto, Alfonso Ortiz Tirado y Cartel: Muestra internacional de danza contemporánea, Un Desierto para la Danza.[2]

- Bronce - Premio Quórum (2008) Palacio de Bellas Artes. Ciuadad de México. Serie Fotosiempre. Cinco piezas.[12]

- Premio Cartel Literatura del Noroeste. 2005. Centro Cultural Tijuana en Tijuana, Baja California, México. Diseño de cartel del III Festival de Literatura del Noroeste.[12]

- Premio Internacional a! Diseño Canon (2005, 20016 y 2010) en la Ciudad de México. Categoría Cartel. Un Desierto para la Danza 2005, 2006 y 2010. Muestra Internacional de Danza Contemporánea en Sonora.[4]